# (200123) 1997 EF60
(200123) 1997 EF60 es un asteroide perteneciente al cinturón de asteroides, descubierto el 14 de marzo de 1997 por el equipo del Spacewatch desde el Observatorio Nacional de Kitt Peak, Arizona, Estados Unidos.

## Designación y nombre
Designado provisionalmente como 1997 EF60.

## Características orbitales
1997 EF60 está situado a una distancia media del Sol de 2,702 ua, pudiendo alejarse hasta 2,815 ua y acercarse hasta 2,590 ua. Su excentricidad es 0,041 y la inclinación orbital 5,999 grados. Emplea 1623,09 días en completar una órbita alrededor del Sol.

## Características físicas
La magnitud absoluta de 1997 EF60 es 16,1.